# Navahermosa (kommunhuvudort)
Navahermosa är en kommunhuvudort i Spanien.   Den ligger i provinsen Toledo och regionen Kastilien-La Mancha, i den centrala delen av landet, 110 km sydväst om huvudstaden Madrid. Navahermosa ligger 736 meter över havet och antalet invånare är 4 146.
Terrängen runt Navahermosa är kuperad åt sydväst, men åt nordost är den platt. Runt Navahermosa är det glesbefolkat, med 15 invånare per kvadratkilometer. Navahermosa är det största samhället i trakten. 